# Jacques Reboh
Jacques Reboh est un homme d'affaires et dirigeant sportif français, né le 21 février 1968 à Grenoble. Il est le cofondateur et PDG du Groupe AGDA Immobilier qui a rejoint le groupe Foncia en 2022.
Passionné de hockey sur glace, il s'implique dans ce sport en devenant le président du club Grenoble métropole hockey 38 depuis 2016. Sous ses auspices, les Brûleurs de Loups de Grenoble renouent avec le succès.

## Biographie

### Naissance et jeunesse
Né à Grenoble en février 1968, trois jours après la fin des Jeux olympiques de Grenoble, il est issu d'une famille originaire de Casablanca au Maroc qui a rejoint la capitale des Alpes trois ans plus tôt.
Il grandit dans le quartier du Village olympique.

### Carrière dans l'immobilier
D'abord simple salarié, Jacques Reboh rachète en 1999 l’Agence Générale du Dauphiné et des Alpes (AGDA) une petite agence de trois collaborateurs, fondée en 1981 par Daniel Andréoléty.
En 2022, quand il vend sa société, elle repose sur un réseau de quatre cents collaborateurs répartis sur quarante agences en Rhône-Alpes.

### Carrière dans le hockey sur glace
Jacques Reboh arrive tout d’abord en 2004 en tant que partenaire des Brûleurs de Loups de Grenoble, puis en 2006 au sein du conseil de surveillance avant de prendre la présidence du club en 2016.

#### Palmarès en tant que Président des Brûleurs de Loups
- Champion de France (3) : 2019, 2022 et 2025.
- Coupe de France (3) : 2017, 2023 et 2024.
- Trophée Jacques-Lacarrière (5) : 2017, 2020, 2022, 2023 et 2025.